# Dicranum symblepharoides
Dicranum symblepharoides är en bladmossart som beskrevs av Jules Cardot 1909. Dicranum symblepharoides ingår i släktet kvastmossor, och familjen Dicranaceae. Inga underarter finns listade i Catalogue of Life.